# Jorge Bernal Vargas

Jorge Bernal Vargas LC (2011)

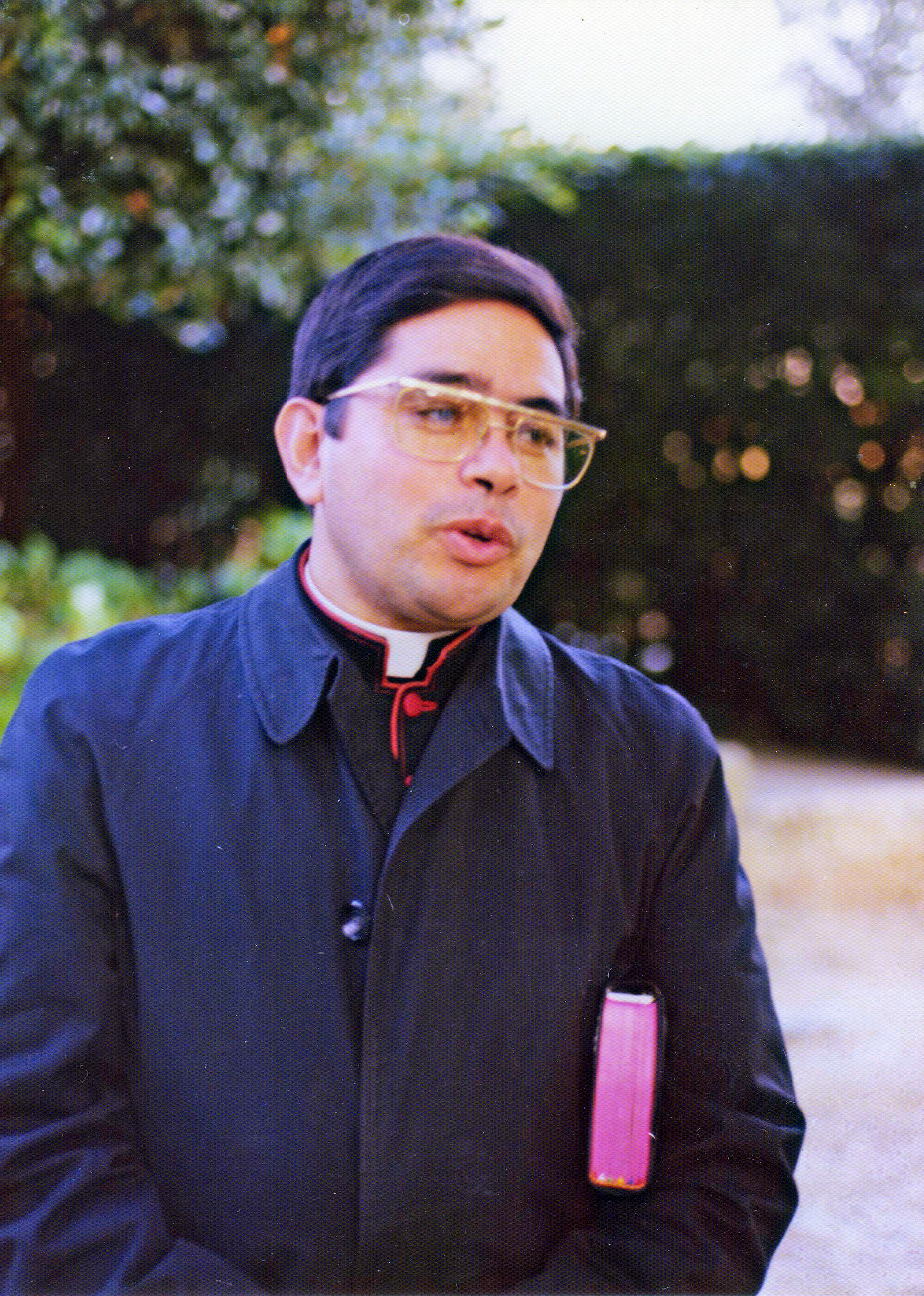
Jorge Bernal Vargas LC (1975)

Jorge Bernal Vargas LC (* 28. Februar 1929 in Apizaco, Tlaxcala; † 11. Juli 2023 in Chetumal, Quintana Roo) war ein mexikanischer Ordensgeistlicher und römisch-katholischer Prälat von Cancún-Chetumal.

## Leben
Jorge Bernal Vargas besuchte ab 1941 die Apostolische Schule in Tlalpan, einem Stadtteil von Mexiko-Stadt. Nach einer Begegnung mit Marcial Maciel LC trat er der Ordensgemeinschaft der Legionäre Christi bei und absolvierte von 1946 bis 1947 das Noviziat in Mexiko und in Spanien. Von 1948 bis 1950 studierte er Geisteswissenschaften an der Päpstlichen Universität Comillas in Madrid sowie von 1950 bis 1958 Philosophie und Katholische Theologie an der Päpstlichen Universität Gregoriana in Rom. Am 15. September 1957 empfing Bernal Vargas in Lourdes das Sakrament der Priesterweihe. Er war zunächst als Assistenz-Lehrer für Geisteswissenschaften und als Studienpräfekt tätig, bevor er Rektor des Zentrums für Berufungspastoral der Legionäre Christi in Tlalpan wurde.
Papst Paul VI. bestellte ihn am 16. Juli 1970 zum Apostolischen Administrator der neuerrichteten Territorialprälatur Chetumal. Die Amtseinführung erfolgte am 21. November desselben Jahres. Am 7. Dezember 1973 ernannte ihn Paul VI. zum Titularbischof von Velefi und zum ersten Prälaten der Territorialprälatur Chetumal (ab 1996: Cancún-Chetumal). Der Apostolische Delegat in Mexiko, Erzbischof Mario Pio Gaspari, spendete ihm am 19. März 1974 in der Kirche Nuestra Señora de Guadalupe in Chetumal die Bischofsweihe; Mitkonsekratoren waren der Bischof von Campeche, José de Jesús García Ayala, und der Bischof von Saltillo, Luis Guízar y Barragán. Bernal Vargas war das erste Mitglied der Legionäre Christi, das zum Bischof geweiht wurde. Am 28. Juni 1975 berief ihn Paul VI. zudem zum Konsultor der Päpstlichen Kommission für Lateinamerika. Bernal Vargas verzichtete am 15. Februar 1978 auf das Titularbistum Velefi. 1979 nahm er an der dritten Generalkonferenz des Lateinamerikanischen Bischofsrats (CELAM) in Puebla teil.
In der Mexikanischen Bischofskonferenz gehörte Bernal Vargas der Kommission für die Seelsorge für die Migranten, Fremdenverkehr und Tourismus (1980–1983), der Kommissionen für die Pastoral und das Laienapostolat sowie den Kommissionen für die Flüchtlinge (1992–1994) und für die Seelsorge (1997–2000) an. Außerdem fungierte er als stellvertretender Vorsitzender der Pastoralregion Süd (1983–1985; 1994–1997) und als Vorsitzender der Pastoralregion Südost (1988–1991; 1992–1994) sowie als stellvertretender Vorsitzender der Kommission für das Apostleship of the Sea.
Am 26. Oktober 2004 nahm Papst Johannes Paul II. sein altersbedingtes Rücktrittsgesuch an. Jorge Bernal Vargas war danach als Seelsorger an der Catedral del Sagrado Corazón de Jesús in Chetumal tätig. Er starb im Juli 2023 in Chetumal und wurde in der dortigen Catedral del Sagrado Corazón de Jesús beigesetzt.